# Yield
Yield je v pořadí 5. studiové album americké grungeové skupiny Pearl Jam. Vyšlo v roce 1998 pod vydavatelství Epic Records.

## Seznam skladeb
| Pořadí         | Název                                                          | Hudba          | Text           | Délka |
| -------------- | -------------------------------------------------------------- | -------------- | -------------- | ----- |
| 1.             | Brain of J.                                                    | McCready       | Vedder         | 2:59  |
| 2.             | Faithfull                                                      | McCready       | Vedder         | 4:18  |
| 3.             | No Way                                                         | Gossard        | Gossard        | 4:19  |
| 4.             | Given to Fly                                                   | McCready       | Vedder         | 4:01  |
| 5.             | Wishlist                                                       | Vedder         | Vedder         | 3:26  |
| 6.             | Pilate                                                         | Ament          | Ament          | 3:00  |
| 7.             | Do the Evolution                                               | Gossard        | Vedder         | 3:54  |
| 8.             | Untitled (také "●" "The Color Red", "Red Bar", nebo "Red Dot") | Irons          | Irons          | 1:06  |
| 9.             | MFC                                                            | Vedder         | Vedder         | 2:27  |
| 10.            | Low Light                                                      | Ament          | Ament          | 3:46  |
| 11.            | In Hiding                                                      | Gossard        | Vedder         | 5:00  |
| 12.            | Push Me, Pull Me                                               | Ament          | Vedder         | 2:28  |
| 13.            | All Those Yesterdays                                           | Gossard        | Gossard        | 4:05  |
| 14.            | Hummus (skrytá píseň)                                          | Pearl Jam      |                | 2:42  |
| Celková délka: | Celková délka:                                                 | Celková délka: | Celková délka: | 48:37 |